# Kun Miklós (orvos)
Idősebb Kun Miklós (Bologna, 1920. június 17. – Linz, 1996. április 28.),  sebész, hasi sebész, senológus plasztikai sebész, egyetemi tanár, az egykori Szabolcs utcai Izraelita Kórházból az Orvostovábbképző Intézet (OTKI), később Orvostovábbképző Egyetem II. Sebészeti Klinikáját alapította. Kun Béla kommunista politikus fia és Kun Miklós történész apja.

## Pályafutása
Kun Miklós a Kirgizisztáni Orvostudományi Egyetemen szerzett oklevelet 1942. szeptember 15-én, és ottani diplomáját 1961. február 8-án honosíttatta Magyarországon 743/1961.ÁOK.sz. sorszámmal. 
A disszertációját egy különleges plasztikai sebészeti műtétből a „Vagina képzése vastagbél transzplantáció útján” írta, ami kiválóan tükrözte különleges plasztikai és hasi sebészeti szakképesítését és hatalmas tapasztalatát. Kun több mint 500 olyan nőnek adta vissza a nemi élet lehetőségét, akik a „hüvelyhiány – vagina aplasia” születési fejlődési rendellenességben szenvedtek, és csak az összetett plasztikai rekonstrukciós műtét révén nyerhették vissza méltó nőiességüket.
Kun az OTKI II. Sebészeti Klinikáján speciális szekciókat hozott létre: plasztikai-rekonstrukciós és emlősebészet, hasi sebészet és proktológia. A klinika plasztikai-rekonstrukciós feladata volt a komplikált hasfali rekonstrukciók, sérvek és hegek korrigálása, a lógó has plasztikája, az említett plasztikai hüvelyképzés, hüvelyszűkítés és felvarrás, valamint az ambuláns kézsebészet. Az OTKI II.Sebészeti Klinikáján hatalmas nyaki strúmákat és tumorokat relativ kicsiny bőrlebenyes feltárásból operálták, és alig észrevehető plasztikai sebbel zárták. Kun Miklós Magyarországon elsőként 1970-től az OTKI II. Sebészeti Klinikáján lett az emlőrák emlőmegtartásos műtétje bevezetve az amerikai Bernard Fisher „Lumpektomia” nevű kutatása nyomdokán. Később Kun Miklós bevezette klinikáján az emlőrák műtétjének az emlőbimbó megtartásával történő elvégzését a teljes emlőlevétel helyett az arra onkológiailag alkalmas betegeknél. Az emlőbimbó-megtartásos senológiai-onkologiai műtétek lehetővé tették az emlő csaknem teljes értékű direkt újrafelépitését emlőprotézis (implantátum) útján, ami viszont a testcsonkoló plasztikai műtétekkel szemben – latissimus dorsi vagy hasfali lebeny – gyors, nem megterhelő beavatkozás volt.
A hasi sebészeti osztály foglalkozott az epe, máj, hasnyálmirigy, gyomor sebészetével, ami az endoszkópos diagnosztikát és endoszkópos operációkat – tumorok eltávolítása, vérzések endoszkópos kezelése – is magában foglalta. A proktológiai osztály és speciálambulancia – csakúgy, mint Kun Miklós egész klinikája – országszerte híres volt jó eredményeiről és kutatómunkájáról. Az Orvostovábbképző Egyetem volt a felelős egész Magyarország orvosainak szakorvosi képzéséért, a szakvizsgák lebonyolításáért, a szakorvosi diplomák kiadásáért. Kun Miklós 1990-ben vonult nyugdíjba, utána az OTKI a HIETE nevet kapta, majd később a Semmelweis Orvostudományi Egyetembe olvadt bele.

## Családja
Édesapja Kun Béla (1886–1938) kommunista politikus, a Magyarországi Tanácsköztársaság de facto vezetője és külügyi népbiztosa, édesanyja Gál Irén zongoratanár. Ő már a Tanácsköztársaság bukása után jött a világra Bolognában, mikor szülei száműzetésben voltak. Egy nővére született, Kun Ágnes 1915-ben, akinek a férje Hidas Antal költő, író, műfordító volt. Kun Miklós felesége az 1919. október 10-én Moszkvában született Szerjagova Olga (Kun Miklósné) orvosnő, aki szintén a Kirgizisztáni Orvostudományi Egyetemen szerzett oklevelet 1942-ben, és ottani diplomáját 1961-ben honosíttatta Magyarországon. Gyermekük, Kun Miklós történész 1946-ban a Szovjetunióban jött világra.